# メリー・クリスマス (トムとジェリー)
「メリー・クリスマス」(The Night Before Christmas, 1941年12月6日、劇場公開時『トムとジェリーのクリスマス・イブ』) は、「トムとジェリー」の作品のひとつ。1941年アカデミー短編アニメ賞ノミネート作品。日本においてはパブリックドメインである。

## スタッフ
- 監督 - ウィリアム・ハンナ、ジョセフ・バーベラ、ルドルフ・アイジング（クレジット無し）
- 製作 - フレッド・クインビー、ルドルフ・アイジング（全員クレジット無し）
- 共同製作 - ウィリアム・ハンナ、ジョセフ・バーベラ（全員クレジット無し）
- 音楽 - スコット・ブラッドリー（クレジット無し）

## 作品内容
| 「 | それは、クリスマス・イヴの夜のこと。家の中にはひっそりとして、何も動くものはありませんでした。たとえネズミの一匹でさえも。 | 」 |

ジェリーの住処の穴の前にはネズミ捕りが置かれていた。チーズにはリボンまで結ばれていたがジェリーは単純な罠にかかるまいと手を出さず、巣穴の外に広がるクリスマス一色の空間で遊び回る。ツリーのあちこちをうろつき回り、ツリーの飾りに映った自分に笑い、キャンディを舐めたり、ライオンの人形で遊んだりするが、そうするうちに眠っていたトムを起こしてしまう。
それからジェリーは「クリスマスまで開けるな」のシールでトムの口を塞いだり、電球に化けてトムを感電させたり、おもちゃの兵隊に紛れたり、仲直りの印に「ヤドリギの下でキス」するように見せかけて反撃したりなど様々なやり方でトムにイタズラする。そんなドタバタが続く中、とうとうジェリーは雪の降る屋外に締め出されてしまった。
再び静かな夜が戻り清々したトムは安心して眠りにつこうとしたが、外にいるジェリーの事がどうしても頭から離れない。トムが玄関先まで様子を見に行くと、そこにはアイスキャンディーのように凍りついたジェリーがいた。トムは大慌てで彼を暖炉で温め救出した。
トムの必死の世話の甲斐あってジェリーは意識を取り戻す。安心したところでトムがミルクを飲もうとすると、突然ジェリーが止めにかかる。ミルクの中にはジェリーがイタズラでネズミ捕りを仕掛けていたのだ。
トムへの借りを返したところでジェリーは巣穴へ帰って行く。巣穴の前には先ほどのネズミ捕りが。ジェリーはトムからプレゼントされたキャンディケインを使ってチーズを引っ捕えた。
「パチン！」と弾く音の代わりに響いたのは「ジングルベル」の音色。ネズミ捕り型のオルゴールという小粋なプレゼントに満面の笑顔を浮かべるジェリーだった。

## 登場キャラクター
トム
寝ていたところをジェリーに起こされ、クリスマス飾りの周りで追いかけっこを始める。ジェリーを外に追い出すが後に彼を心配し、凍り付いたジェリーを介抱しキャンディをプレゼントした。
ジェリー
プレゼントやおもちゃに囲まれた家中をうろつくうちにトムを起こしてしまい、やがて追いかけっこに発展。そのうち雪の降りしきる外へ逃げ込むがトムに締め出されてしまう。そのまま凍り付いてしまうが彼を心配したトムによって蘇生される。お返しとばかりに自らトムに仕掛けていたイタズラを清算する。最後はネズミ捕りにあったクリスマスプレゼントをトムからもらったキャンディで獲得した。

## 特記事項
この作品は、1940年代前半に製作されたトムとジェリー作品では珍しく、再公開が行われなかった作品である（第一作『上には上がある』も同様）。そのため、日本で放送されたものはオープニングのライオンマークが実写映画と同じ仕様となっており、またエンドカードは、実写映画と同様の1枚もの（The Endの下にMGMの社章）である。
また、この作品を絵本としてアレンジした「トムとジェリー おはなしえほん4 クリスマスのよるに（濱美由紀作画）」が河出書房新社より発売されている。
オープニング曲及びエンディング曲では『ひいらぎかざろう』、同じくオープニング曲では『牧人ひつじを』が使用された。

## 関連事項
- トムとジェリー
- ジョセフ・バーベラ
- テックス・アヴェリー
- ルドルフ・アイジング
- ドルーピー
- メトロ・ゴールドウィン・メイヤー
- カートゥーン